# Machaerium glabrum
Machaerium glabrum är en ärtväxtart som beskrevs av Julius Rudolph Theodor Vogel. Machaerium glabrum ingår i släktet Machaerium och familjen ärtväxter. Inga underarter finns listade i Catalogue of Life.